# Hrabstwo Beaufort (Karolina Południowa)

Piramida wieku hrabstwa

Hrabstwo Beaufort – hrabstwo w stanie Karolina Południowa w USA. W 2009 roku populacja wynosiła 155 215. Centrum administracyjnym hrabstwa jest Beaufort.

## Miasta
- Beaufort
- Bluffton
- Hilton Head Island
- Port Royal
- Yemassee

### CDP
- Burton
- Laurel Bay
- Shell Point

## Znani ludzie
- Pat Conroy
- Joe Frazier
- Bob Inglis
- Stan Smith